# Люксембург, Люксембург
«Люксембург, Люксембург» — другий повнометражний фільм українського режисера Антоніо Лукіча, який було знято в жанрі трагікомедії та випущено кінокомпанією «ForeFilms» 2022 року. За сценарієм, основні події відбуваються у 2018 році. Два брати-близнюки у виконанні учасників гурту «Курган і Agregat» — братів Раміла та Аміла Насірових — після довгих поневірянь та суперечок вирушають з Лубен до Люксембурга на пошуки рідного батька, який покинув їх ще в дитинстві.
Уперше фільм було продемонстровано у вересні 2022 року на Венеційському кінофестивалі в конкурсній програмі «Orizzonti», де представляють нові тенденції в розвитку кінематографа. В український прокат стрічка вийшла 13 квітня 2023 року.
Цифрова прем'єра фільму відбулася 14 червня 2023 року на стримінговій платформі Netflix.

## Сюжет
Брати-близнюки Коля та Вася — сини бандита родом з Югославії. Фільм починається спогадом про 1990-і, коли брати прогулювали школу і Коля, граючись, опинився в вантажному потязі. Вася побіг до батька за допомогою і той зупинив потяг. Коля любив батька, але соромився про це розповісти.
Дія переноситься в 2018 рік. Коля став водієм маршрутки, живе з матір'ю та має хвору спину; Вася — поліціянтом, він одружений і має малу дитину. Після бійки з іншим водієм начальник (вітчим Колі) призначає йому покарання — місяць їздити іншим маршрутом. Перший же день виявляється проблемним, майже всі пасажири їдуть за пенсійним посвідченням. Тим часом Васю викликають утихомирити буйного чоловіка. Потім він приходить у гості до батька своєї дружини, щоб повідомити про намір вчитися на слідчого. Той проти навчання, бо вважає, що Вася повинен піклуватися про родину.
Колі телефонують з консульства в Люксембурзі та повідомляють, що його батько при смерті. Мати братів вважає, що батька-бандита, який покинув родину, треба покинути помирати. Коля вирішує поїхати до нього. Протилежний за характером Вася впевнений, що відвідувати батька, якого вони майже не знають, це зайве.
Всупереч волі матері, Коля вирішує відвідати батька, в якому вбачає єдиного друга. Проте стається низка події, що перешкоджають поїздці. Відвідуючи лікування спини, Коля зустрічає «дядю Славу» — батькового знайомого, котрий розповідає зовсім не те, що знав Коля. Далі, сідаючи в маршрутку, якою кермував Коля, травмується літня жінка Лариса Петрівна. Йому загрожує домашній арешт. Після спроби втечі Колі таки призначають арешт і одягають браслет для відслідковування місцеперебування.
Коля вирішує помиритися з Ларисою Петрівною, але робить це незграбно і вона відмовляється від його допомоги. Через це Васі відмовляють у підвищенні. Лариса Петрівна, якій важко про себе піклуватися, наважується викликати Колю. Той готує їй їсти, допомагає з роботою на хлібозаводі, возить Ларису Петрівну по місту. Поступово він зближується з нею та її колегами-пенсіонерками. Коля приймає те, що йому, можливо, доведеться так само піклуватися про батька. Та згодом з'ясовується, що Коля продавав наркотики. Йому загрожує вже справжнє ув'язнення на 5 років. Колега Васі радить зробити так, щоб його брат «щез» з поля зору поліції. Ситуацію ускладнює сварка Колі з продавцем іграшок, оскільки цю іграшку (браковану) Коля вкрав. Вася вирішує терміново вивезти брата в Люксембург.
Нарешті брати приїжджають у Люксембург. Коля шукає батька, не дочекавшись дозволу відвідати палату, тож братів виставляють з лікарні. Завдяки допомозі працівниці посольства брати з'ясовують, що їхній батько помер декілька днів тому. Вони вирішують відвідати батькове житло. Коля вірить, що тепер йому належить великий спадок. Але насправді батько жив небагато, працюючи охоронцем, а зарплату програвав на ставках. Брати прощаються з тілом батька в морзі, але, оглянувши його, розуміють, що це не їх батько(у батька було татуювання). Взявши телефон Васі, Коля випадково дізнається про загрозу арешту в Україні. Він мириться з братом, зрозумівши, що той хотів його врятувати від в'язниці, та лишається в Люксембурзі.
Вася повертається в Україну, де бачить на заправці чоловіка з татуюванням, як у батька. Вася думає заговорити з ним, але зрештою їде своїм шляхом.

## У ролях
- Аміл Насіров — Коля, водій маршрутки;
- Раміл Насіров — Вася, поліціянт;
- Наталія Гнітій — мама Колі й Васі;
- Людмила Саченко — Лариса Петрівна;
- Віктор Драпіковський — дядя Льоша;
- Доріс Майданюк — помічниця консула;
- Карина Черчевич — Маша, дружина Васі;
- Ксенія Мішина — сестра Маші;
- Олександр Аввакумов — коханий сестри Маші;
- Володимир Голосняк — тесть Васі;
- Оксана Бандура — теща Васі;
- Сергій Ярий-Булка — начальник слідчого відділу;
- Катерина Оніпко — медсестра Марія;
- Адріан Сулейман — маленький Коля;
- Даміан Сулейман — маленький Вася;
- Ельман Насіров — працівник заправки.

А також у ролях: Олег Невольник, Кіра Лещенко, Каріна Резніченко, Євгеній Володченко, Павло Гончаров, Аліна Саваровська, Наталія Верченко, Валентина Нездойминого, Маркус Ніеден, Юлія Самсон, Андрій Качур, Андрій Лідаговський, Павло Авілов.

## Виробництво
На початку жовтня 2020 року Рада з державної підтримки кінематографії оголосила фільм одним із переможців 14-го конкурсного відбору кінопроєктів Державного агентства України з питань кіно. Бюджет фільму склав 28,5 млн грн замість заявлених 42,3 млн. Держава профінансувала близько 20 млн грн. Решту бюджету залучив продакшн «ForeFilms» Володимира Яценка й Анни Соболевської.
Робота над фільмом тривала протягом травня-липня 2021 року й склала 54 знімальних дні. Головними локаціями стали місто Лубни на Полтавщині, Київ та держава Люксембург.

## Сприйняття
На агрегаторі рецензій Rotten Tomatoes «Люксембург, Люксембург» зібрав 83 % схвальних відгуків критиків. На IMDb середня оцінка складає 8/10.
Євгеній Морі в огляді на «Суспільне. Культура» писав: «„Люксембург, Люксембург“ — це історія двох братів, які намагаються побороти самотність, що виникла внаслідок зникнення батька. Один із братів вважає його героєм, а інший намагається триматися якнайдалі навіть від пам'яті про нього». Брати Насірови, на думку оглядача, чудово впоралися і з комедійними, і з трагічними сценами, в яких поміж автентичних декорацій розкривається різниця між братами. В той же час вчинки Миколи місцями недоречно грубі, і цей персонаж зрештою так і не виправляє ні своїх помилок, ні ставлення до світу. Фільм не показав, як події вплинули на головних героїв, тому і висновки лишаються за кадром.
Микита Казимиров на сайті ITC.ua відгукнувся, що фільм «Частково нагадує навіть не повнометражний фільм, а комедійне відео для YouTube» через структуру сюжету. Поїздка до Люксембургу складає невелику частку, натомість Лукіч показує сцени зі звичайного життя двох братів. Фільм спричиняє відчуття незручності, бо «Сім'я тут — не підтримка, турбота і розуміння. Навпаки, це розчарування і суцільні проблеми». Висновки не промовляються вголос, а головний герой (Микола), який також і оповідач, говорить навмисно сумбурно. Гумор у фільмі дещо примітивний, але тому і легко зрозумілий, а також видна гарна операторська робота. Показана історія «сприймається на особистому рівні, залишаючи після себе гіркий, але незабутній посмак».
Олена Чиченіна в «Детекторі медіа» відзначила переконливі декорації та доречне використання суржику. Лукіч, як і його персонажі, рано залишився без батька, та передав двоїстий досвід цього у фільмі. Судячи зі сцен у 90-х, батько Колі та Васі справді любив дітей, які не можуть без нього завершити самоідентифікацію. «Кожна дитина в такому становищі переживає водночас щось унікальне, але є в цьому й багато універсальності», що відсилає також до бажання українців з'ясувати свою історію та культуру, «хто ми такі та що було в нашому минулому».
Згідно з оглядом Марини Григоренко в УНІАН, як і в «Мої думки тихі», Лукіч продовжив досліджувати тему стосунків дітей та батьків, ще більше заглибившись у власний досвід. Брати Насірови використовують суржик і слобожанський говір, які підтримують чудові монологи й діалоги. Фільм наповнений яскравими персонажами, влучним саундтреком і продуманими деталями. «Фільм смішний, але одночасно він піднімає серйозну проблему зростання дітей без батьків — актуальну в 90-х і яка, на жаль, через війну стане ще більш актуальна в майбутньому».
Джессіка Кіанг з Variety описала фільм як «стрімку, смішну українську драму про зруйновані родинні зв'язки». Становище обох братів хитке і до обох люди, від яких вони залежать, ставляться поблажливо. Здається, що кожен брат соромиться іншого, але їх об'єднує постать батька, що раптово знову з'являється в їхньому житті. Через низку комедійних епізодів глядачі бачать національний характер центральних персонажів: стійкість перед труднощами та нагадування, за що варто боротися.
Протягом першого вікенду прокату фільм переглянули 34 800 глядачів, а касові збори склали 5,59 млн гривень.

## Нагороди
Режисер «Люксембург, Люксембург» Антоніо Лукіч здобув нагороду за найкращу режисуру на 20-му Міжнародному фестивалі в Монте-Карло. Також стрічка була репрезентована в основному конкурсі тижня міжнародного ігрового кіно PriGlobal, який проходив під егідою Приштинського міжнародного кінофестивалю PriFest, та перемогла в номінації «Найкращий фільм».